# “八·二八”命令
八·二八命令是中共中央於1969年8月28日发布的一道命令。該命令要求群眾不准冲击中國人民解放军，不准抢夺军队的武器、装备和车辆；驻边疆部队指战员不准擅离职守，不准外出串连；一切跨行业的造反派组织要立即解散；停止武斗，解散各种专业武斗队，撤除一切武斗据点，上交一切武器。